# René Josef Baillet de Latour
René Josef Baillet de Latour (18. října 1878 Tábor – 16. srpna 1970 Radenín) pocházel ze španělsko-nizozemského šlechtického rodu, jehož jedna větev se v 19. století usadila v Čechách. Byl posledním mužským potomkem této větve. Správy statku v jihočeském Radeníně se ujal v roce 1902. Radenínský zámek byl sídlem rodiny až do roku 1950, kdy byl majetek zabaven. René byl signatářem Národnostního prohlášení české šlechty v září 1939.

## Předkové, život, rodina
Česká větev rodu Baillet de Latour vznikla sňatkem Josefa Johanna Baillet de Latour (1815–1891) s Jindřiškou Kolowrat-Krakowskou (1828–1902). Josef Johann byl synovcem Theodora Baillet de Latoura (1780–1848), rakouského důstojníka, politika a ministra války, zavražděného v roce 1848 ve Vídni.

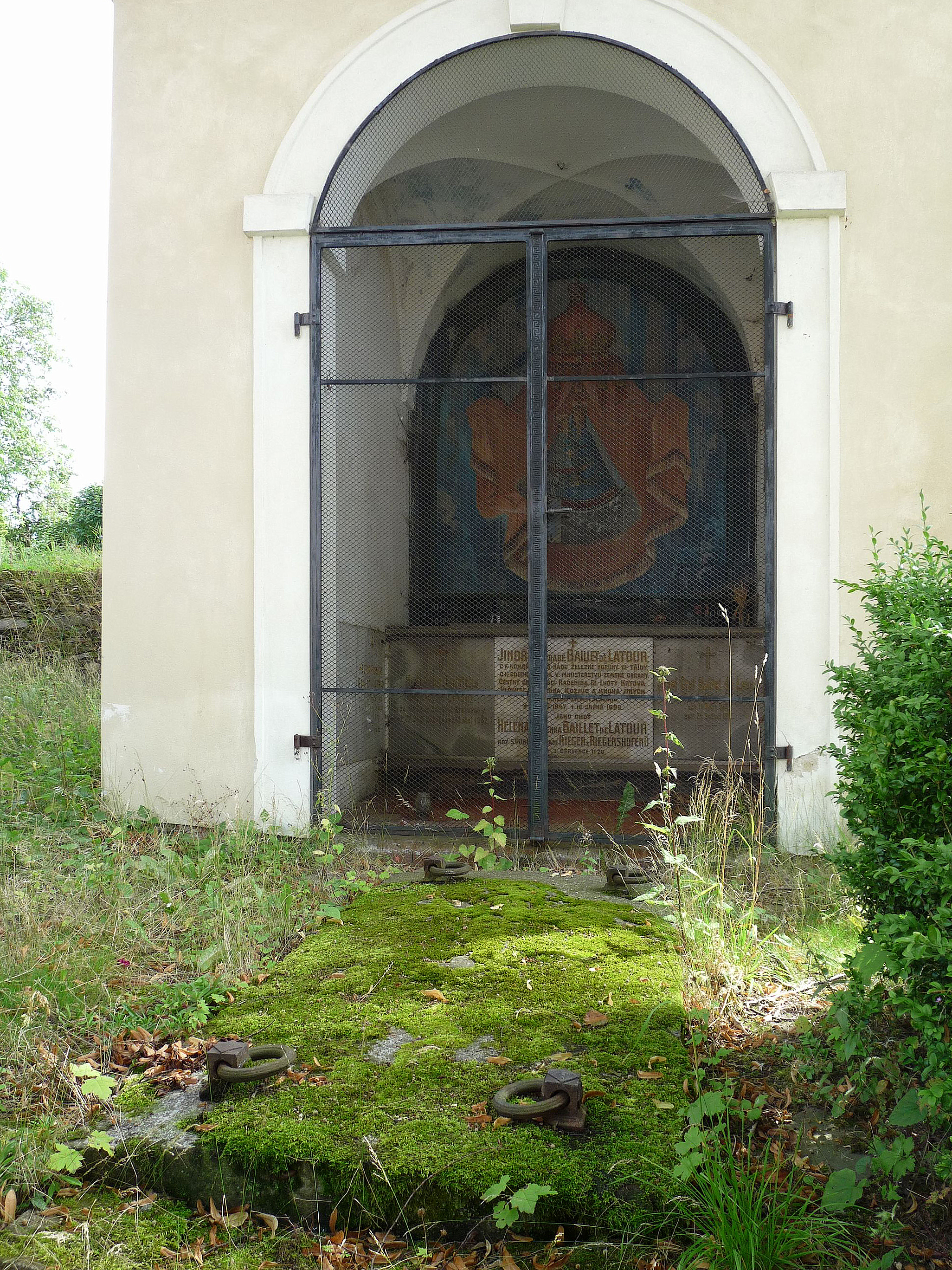
Radenín, hrobka Baillet de Latourů

Manželé se usídlili v jihočeském Radeníně, který tehdy patřil Kolowratům a který pak Jindřiška zdědila. Zpustlý radenínský zámek nechali postupně opravit a v roce 1869 přestavět do nynější empírové podoby. Jejich syn Jindřich Josef Baillet de Latour (1847–1899) se oženil s Helenou, svobodnou paní Riegerovou z Riegershofenu (1860–1928). Byl c. k. komořím, okresním hejtmanem v Litoměřicích a odborným radou na ministerstvu zemské obrany. V roce 1899 převzal Jindřich držbu statku, ale vzápětí nečekaně ve Vídni zemřel.
René Josef Heinrich Maria Baillet de Latour se narodil roku 1878 v Táboře a statek převzal v roce 1902. Před 1. světovou válkou byl poslancem českého zemského sněmu.
V Děčíně se 20. dubna 1910 oženil s Johannou Rozálii Wratislavovou z Mitrowicz (18. 1. 1886 Praha – 29. 8. 1967 Radenín), dcerou majitele majorátu Dírná Eugena Františka Wratislava z Mitrowicz (1855–1897) a jeho manželky Ernestiny Thun-Hohensteinové (1858–1948). Měli spolu dvě dcery:
- 1. Eugenie Marie Ernestina (27. 2. 1911 Děčín – 15. 10. 1941 Radenín), zemřela necelý měsíc po narození dcery Františky
  - ⚭ (16. 7. 1940 Radenín) Egon hrabě Kolowrat Krakowský Liebsteinský (14. 12. 1889 Praha – 26. 6. 1971 Praha), c. k. komoří, rytmistr v záloze
- 2. Ernestina Helena (1. 6. 1914 Praha – 5. 2. 2011 Japons)

V roce 1939 podepsal René Prohlášení české a moravské šlechty. Zámek v Radeníně zabavil rodině v červnu 1950 stát, ale René s manželkou zůstali v Radeníně až do své smrti (Johanna zemřela v roce 1967, René v roce 1970 – česká linie Baillet de Latourů tím vymřela po meči). Jejich dcera Ernestina emigrovala do Rakouska.
Majetek byl Reného dceři Ernestině a vnučce Františce, provdané Zieglové (* 1941) vrácen v restituci až v roce 1993. Hrobka hrabat Baillet de Latour v Radeníně je chráněnou kulturní památkou.